# Ключови фактори за успех
Ключовите фактори за успех (КФУ) в бизнеса – са тези фактори, разглеждани в стратегическото управление, които като способности трябва да се притежават от дадена фирма, за да може фирмата успешно да се конкурира в рамките на даден отрасъл.
В този смисъл КФУ зависят от спецификата на отрасъла.
Ключовите фактори за успех могат да бъдат свързани с:
- технологиите,
- производствения процес,
- реализацията на продукцията,
- маркетинга,
- специфични професионални навици.

Например за отрасли като фармацевтика от особено значение е качеството на научните изследвания.

## Категории
КФУ, зависещи от технологиите:
- качество по провежданите научни изследвания (важно за фармацевтика, медицина, високотехнологични отрасли);
- възможност за иновации в производствения процес;
- възможност за разработване на нови продукти;
- степен на овладяване на съществуващите технологии.

КФУ, отнасящи се до производството:
- ниска себестойност на продукцията;
- качество на продукцията;
- висока степен на натоварване на производствените мощности (важно за капиталоемките отрасли);
- изгодно разположение на предприятието, водещо до икономии на транспортни разходи;
- достъп до квалифицирана работна сила;
- висока производителност на труда (важно за трудоемките отрасли);
- възможност за изготвяне на голям брой модели продукция;
- възможност за изпълнение на поръчките

КФУ, отнасящи се до маркетинга:
- висока квалификация на персонала;
- достъпна за клиентите система за техническа помощ;
- разнообразие на моделите;
- изкуство на продажбите;
- привлекателен дизайн/опаковка;
- гаранции за купувачите.

КФУ, отнасящи се до професионалните навици:
- особен талант;
- ноу-хау в областта на контрола върху качеството;
- компетентност в областта на дизайна;
- степен на овладяване (знания) на дадена технология;
- способност (умение) за създаване на ефективна реклама;
- способност бързо да се придвижват новите продукти от стадий разработване до промишлено производство.